# Calathus lundbladi
Calathus lundbladi Colas, 1938 é uma espécie de carocho pertencente à família Carabidae, endémico na ilha de São Miguel (Açores).